# Silmont
Silmont is een gemeente in het Franse departement Meuse (regio Grand Est) en telt 176 inwoners (2005).
De gemeente maakt sinds maart 2015 deel uit van het kanton Ancerville toen het werd overgeheveld van het kanton Ligny-en-Barrois. De plaats valt, net als de genoemde kantons, onder het arrondissement Bar-le-Duc. Ze maakt ook deel uit van de Communauté d'Agglomération Bar-le-Duc Sud Meuse, een samenwerkingsverband tussen 33 gemeenten.

## Geografie
De oppervlakte van Silmont bedraagt 3,8 km², de bevolkingsdichtheid is 46,3 inwoners per km².
De onderstaande kaart toont de ligging van Silmont met de belangrijkste infrastructuur en aangrenzende gemeenten.

## Demografie
Onderstaande figuur toont het verloop van het inwonertal (bron: INSEE-tellingen).